# 辣妹好露
辣妹好露是美国说唱歌手佛罗·里达与美国说唱歌手提潘合作的一首歌曲，收录于他的首张录音室专辑《快活星期天》当中，这首歌也作为电影《舞出我人生2：街舞》的一首插曲收录于其原声带中。
辣妹好露在全球范围内取得了最大的成功。这首单曲是2008年中在公告牌百强单曲榜中蝉联榜首时间最长的单曲，长达十周。这首歌曲的数字下载量超过了700万次，成为2000年代中数字下载量最多的单曲，并在多个国家中取得了钻石唱片的认证。